# Link Layer Topology Discovery
Link Layer Topology Discovery (LLTD), d. h. Verbindungsschicht-Topologieerkennung, ist ein Microsoft-Windows-Netzwerkprotokoll, welches eingesetzt wird, um die Topologie eines Netzwerkes zu erfassen und darzustellen sowie auch zur Analyse der Dienstgüte (Quality of Service, QoS).
Das Protokoll wurde von Microsoft im Rahmen der Windows-Rally-Technologien entwickelt und in Windows Vista erstmals eingesetzt. Für Windows XP existiert eine Aktualisierung, mit der Windows-XP-Systeme unter Vista und Server 2008 erkannt werden können. Als Teil des Windows Rally Development Kit wurde auch eine lizenzpflichtige Quelltextversion für Linux veröffentlicht.
Unter Windows Vista und Server 2008 werden die Rechner und Switches in einer Topologiegrafik dargestellt. Netzwerkkomponenten werden durch kleine Piktogramme gezeigt und mit dem Hostnamen als Erkennung versehen. Die Netzverbindungen zwischen den Geräten werden durch Linien verzeichnet. Die Piktogramme können weiter erforscht werden, so dass ein Daten-Popup erscheint, das wichtige Netzdaten, wie z. B. MAC-Adresse und IP-Adresse (IPv4 und IPv6), angibt. Die LLTD-Komponente für Windows XP kann aber nur IPv4- (nicht IPv6)-Information erzeugen.